# Revista do Museu Paulista
A Revista do Museu Paulista foi um periódico de caráter enciclopédico, publicado entre 1895 e 1938, e vinculado ao Museu Paulista, funcionando  como instrumento de extensão e divulgação do acervo disponível na instituição.
Ao longo de quatro décadas e vinte três edições, a revista se dedicou a aprofundar temas ligados a história do Brasil, botânica, arqueologia, zoologia,  e etnografia, sendo reconhecida como material de referência dos avanços nas pesquisas na área de ciência natural. A maioria dos artigos tinha como foco apresentar descobertas nacionais e internacionais relacionadas a zoologia e botânica.
A definição do projeto editorial das coleções ficava sob responsabilidade da gestão do Museu Paulista, sofrendo alterações significativas conforme a  perspectiva dos diretores. Dentre eles, os dois primeiros ganharam destaque na condução do material: Hermann von Ihering (1895-1916) - cientista alemão criador da Revista e do Museu Paulista - e seu sucessor, o historiador  Affonso d’Escragnolle Taunay (1917-1945).
Durante a terceira gestão, o historiador Sérgio Buarque de Holanda (1946-1956) retomou a veiculação da revista, mas com perfil completamente distinto da anterior. A reformulação da coletânea  estabeleceu um plano editorial voltado essencialmente para a antropologia e etnologia indígena. 
Criada para representar um marco na difusão da cultura e cientificidade, a Revista do Museu Paulista reuniu, em sua primeira fase, colaboradores estrangeiros, pesquisadores que imprimiam seus estudos e visões sobre a fauna e a flora da América do Sul. Com o tempo, as séries foram se reorganizando, aprofundando-se na história e memória, até chegarem ao modelo idealizado por Sérgio Buarque de Holanda, simbolizando a identidade em construção do povo brasileiro. 

## Contexto Histórico e primeiras publicações
A Revista do Museu Paulista foi inaugurada em 1895, no mesmo ano da abertura do próprio museu. Construído no espaço simbólico onde se assume que a Independência do Brasil foi proclamada, próximo ao  Monumento sobre a colina do Ipiranga , o Museu reuniu a coleção de espécimes naturais, gravuras, mobiliário e objetos indígenas pertencente à Joaquim Sertório e que passou ao controle do Estado em 1890.

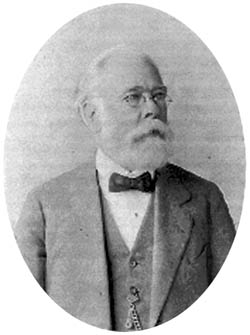
Hermann Von Ihering ajudou a fundar o Museu Paulista e foi o primeiro editor da Revista do Museu Paulista.

O acervo foi entregue , em 1891, aos cuidados da Comissão Geográfica e Geológica de São Paulo, instituição da qual Hermann von Ihering (1850-1930) fazia parte. Doutor em medicina e integrante da Sociedade Etnológica de Berlim, Von Ihering chegou ao Rio de Janeiro em 1880, para realizar pesquisas no Museu Nacional. A direção do recém- inaugurado Museu Paulista ficou sob a responsabilidade do cientista, quinze anos após seu desembarque no Brasil.  Von Ihering anunciou a criação paralela de um periódico que serviria como referencial dos estudos, pesquisas e conhecimentos desenvolvidos sobre a cultura etnográfica da América do Sul.
No discurso do cientista natural para a inauguração do Museu, que foi publicado na primeira edição da Revista do Museu Paulista, fica explícita a preocupação em transformar a instituição em um centro de aprofundamento da história natural, assemelhando-se aos padrões de museus europeus. 
Os primeiro volumes veiculados sob a edição de Von Ihering traduzem essa preocupação, trazendo temas chave como paleontologia, arqueologia, zoologia, botânica, e difundindo nas capas a imagem do prédio do Museu, sempre acompanhada do Monumento à Independência, buscando reafirmar a suntuosidade da instituição, desde a arquitetura até as atividades que representavam o progresso científico da República brasileira em construção.

### Segunda fase - Periódico de Memória
Ao longo da gestão de Hermann Von Ihering, muitas polêmicas envolvendo seu posicionamento em relação a questões político-sociais e sua escolha de prioridades para o Museu - voltadas mais à etnografia e menos a historiografia - conduziram o caminho para sua demissão da diretoria em 1916. O posicionamento político do Brasil durante a Primeira Guerra Mundial e o fato de o cientista, apesar de naturalizado brasileiro, estar morando na Alemanha na época também podem ter influenciado a decisão.

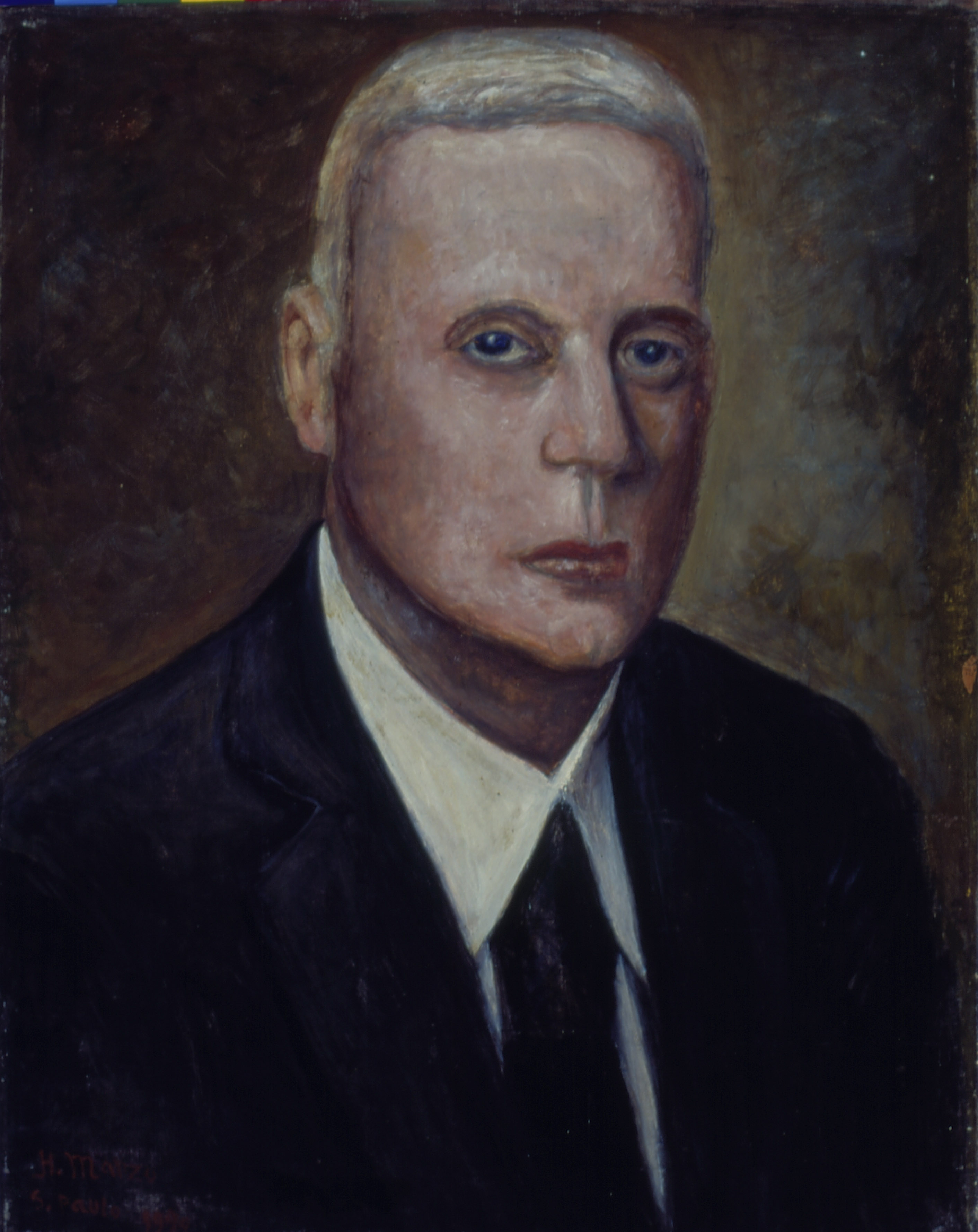
Retrato de Dr. Affonso D'escragnolle Taunay, segundo gestor do Museu Paulista e da Revista do Museu Paulista.

A partir do décimo volume da Revista do Museu Paulista, a edição foi assumida pelo historiador Affonso d’Escragnolle Taunay (1876 - 1958) no ano de 1917. Engenheiro Civil, Taunay lecionou História Natural no Rio de Janeiro por cerca de vinte anos e era membro do Instituto Histórico e Geográfico Nacional.
O plano editorial do novo diretor evidenciou , o foco que seria dado para o acervo do Museu Paulista, agora comprometido em resgatar e dar ênfase a história brasileira, sobretudo do ponto de vista como nação independente que nascera no estado de São Paulo. A História Natural, bem como a botânica e a zoologia, ficaram em segundo plano e foram, aos poucos, extintas como editorias da Revista. 
Em 1922, Taunay lança a primeira edição dos Anais do Museu Paulista, dedicada a guardar os registros da história nacional. Essas publicações foram responsáveis por alimentar a imagem de certos estereótipos míticos de heróis da nação, como os bandeirantes.  Outro período de destaque da gestão do historiador, foi o ano de 1935 quando o Museu Paulista passa a complementar o acervo da Universidade de São Paulo (USP). 
Com o desligamento da seção de zoologia e botânica do Museu Paulista, a publicação da Revista do Museu Paulista também acabou ficando em segundo plano, sendo substituída por uma publicação intitulada Arquivos de Zoologia de São Paulo, em 1938.A partir desse momento, os volumes permaneceram extintos até o fim do diretório de Taunay em 1945, sendo retomada apenas na gestão de Sérgio Buarque de Holanda sob uma nova configuração.

## Nova Série - 1946 - 1956

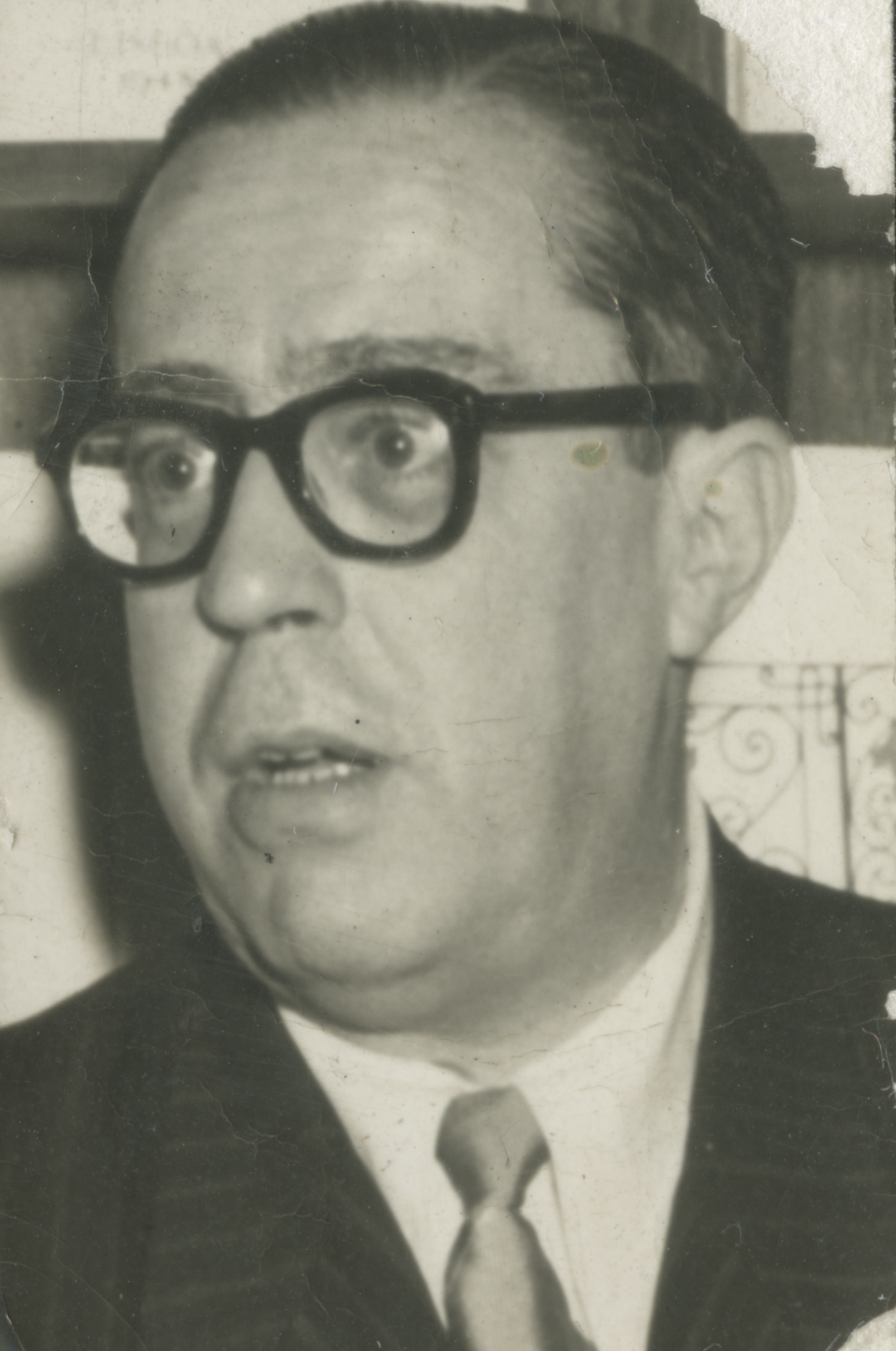
Sérgio Buarque de Holanda, terceiro gestor do Museu Paulista, em 1957

A terceira gestão do Museu Paulista foi marcada pelas mudanças na perspectiva trazida por Sérgio Buarque de Holanda, que  propôs um reposicionamento da instituição, redefinindo os eixos de atuação.  O historiador aprofundou as bases etnológicas indígenas, convidou parceiros de renome para contribuir com o estudo da antropologia e retomou a publicação da Revista do Museu Paulista, extinta em sua 23º edição.
Além de voltar a veicular a Revista, Buarque também evidenciou a transformação que a publicação sofreria a partir daquele momento, intitulando a edição de 1947 como: “Revista do Museu Paulista - Nova Série”. O termo “nova série” deixava claro a busca por uma nova fórmula e diferentes intenções para o plano editorial.
Tendo se consolidado como fonte de credibilidade entre os leitores, a Revista agora assumia o compromisso de acompanhar o contexto histórico do pós Segunda Guerra Mundial, que afetou culturalmente e socialmente tanto o Estado de São Paulo quanto o Brasil de maneira geral.Sem desprezar a trajetória de relevância que já havia deixado no passado, os artigos unem a tradição à necessidade de estudar a identidade do povo brasileiro.
Os artigos mais famosos publicados neste momento da Revista,  contaram com grandes nomes da sociologia e historiografia brasileira, como foi o caso de A Função Social da Guerra na Sociedade Tupinambá, do sociólogo Florestan Fernandes , publicada em 1952; A Moda no Século XIX,  de Gilda de Mello e Souza  também foi reconhecida, quando publicada em 1951.  Em 1952, Sérgio Buarque de Holanda afasta-se do cargo de diretor do Museu Paulista para dedicar-se a pesquisas e aulas na Itália, deixando em seu lugar o etnólogo alemão Herbert Baldus, contratado já no início de sua gestão. 
Baldus ficou responsável pela edição da Revista do Museu Paulista até o retorno de Buarque, em 1954.